# Ahmed Shedid
Ahmed Shedid Qinawi, scritto anche Kenawi (in arabo أحمد شديد قناوي‎?; Al-Minya, 1º gennaio 1986), è un calciatore egiziano, difensore dell'Haras El-Hodood.

## Caratteristiche tecniche
Terzino sinistro di spinta - preciso nei suggerimenti per i compagni ed efficace nel saltare il diretto avversario - in grado di agire da esterno alto.

## Carriera

### Club
Muove i suoi primi passi nelle giovanili dell'Al-Ahly. Esordisce in prima squadra il 28 febbraio 2006 contro il Ghazl El-Mehalla. Esce al 26' della ripresa sostituito da Haitham El Fazani. Alla ricerca di maggior spazio, nel 2008 si trasferisce all'Al-Masry, firmando un triennale. Il 26 luglio 2011 - alla luce delle ottime prestazioni fornite con la società di Porto Said - l'Ahly ne ufficializza il ritorno. Il 20 luglio 2014 la società ne comunica la rescissione consensuale. Il calciatore era finito ai margini del progetto tecnico con l'arrivo in panchina di Garrido.
Pur da comprimario, con gli egiziani ha sollevato 17 trofei, tra cui quattro campionati egiziani e tre Coppe dei Campioni d'Africa. Il 3 agosto 2014 firma un biennale con l'El Geish. Il 9 luglio 2017 - dopo aver trascorso una stagione ad Aswan - si lega per due stagioni all'El-Entag El-Harby.

### Nazionale
Esordisce con la selezione egiziana il 12 ottobre 2008 contro il Gibuti (4-0 a favore dei Faraoni), in un incontro valido per le qualificazioni ai Mondiali 2010, disputando la gara per intero.

## Statistiche

### Presenze e reti nei club
Statistiche aggiornate al 30 novembre 2022.
| Stagione                 | Squadra                  | Campionato               | Campionato | Campionato | Coppe nazionali | Coppe nazionali | Coppe nazionali | Coppe continentali | Coppe continentali | Coppe continentali | Altre coppe | Altre coppe | Altre coppe | Totale | Totale |
| Stagione                 | Squadra                  | Comp                     | Pres       | Reti       | Comp            | Pres            | Reti            | Comp               | Pres               | Reti               | Comp        | Pres        | Reti        | Pres   | Reti   |
| ------------------------ | ------------------------ | ------------------------ | ---------- | ---------- | --------------- | --------------- | --------------- | ------------------ | ------------------ | ------------------ | ----------- | ----------- | ----------- | ------ | ------ |
| 2005-2006                | Al-Ahly                  | PL                       | 5          | 0          | CE              | 0               | 0               | CCL                | 3                  | 0                  | SE+SA+Cmc   | 1+0+0       | 0           | 9      | 0      |
| 2006-2007                | Al-Ahly                  | PL                       | 22         | 0          | CE              | 5               | 0               | CCL                | 3                  | 0                  | SE+SA+Cmc   | 0+1+1       | 0           | 32     | 0      |
| 2007-2008                | Al-Ahly                  | PL                       | 13         | 0          | CE              | 0               | 0               | CCL                | 0                  | 0                  | SE          | 0           | 0           | 13     | 0      |
| 2008-2009                | Al-Masry                 | PL                       | 29         | 4          | CE              | 3               | 1               | -                  | -                  | -                  | -           | -           | -           | 32     | 5      |
| 2009-2010                | Al-Masry                 | PL                       | 30         | 4          | CE              | 2               | 1               | -                  | -                  | -                  | -           | -           | -           | 32     | 5      |
| 2010-2011                | Al-Masry                 | PL                       | 30         | 2          | CE              | 1               | 0               | -                  | -                  | -                  | -           | -           | -           | 31     | 2      |
| 2011-2012                | Al-Ahly                  | PL                       | 7          | 0          | CE              | 2               | 0               | CCL                | 7                  | 0                  | -           | -           | -           | 16     | 0      |
| 2012-2013                | Al-Ahly                  | PL                       | 11         | 2          | CE              | 0               | 0               | CCL                | 9                  | 0                  | SE+SA+Cmc   | 0+1+2       | 0           | 23     | 2      |
| 2013-2014                | Al-Ahly                  | PL                       | 14+1       | 0          | CE              | 1               | 0               | CCL+CC             | 1+4                | 0                  | SA+Cmc      | 0+2         | 0           | 23     | 0      |
| Totale Al-Ahly           | Totale Al-Ahly           | Totale Al-Ahly           | 72+1       | 2          |                 | 8               | 0               |                    | 27                 | 0                  |             | 8           | 0           | 116    | 2      |
| 2014-2015                | El Gaish                 | PL                       | 34         | 2          | CE              | 1               | 0               | -                  | -                  | -                  | -           | -           | -           | 35     | 2      |
| 2015-2016                | El Gaish                 | PL                       | 24         | 2          | CE              | 2               | 0               | -                  | -                  | -                  | -           | -           | -           | 26     | 2      |
| Totale El Geish          | Totale El Geish          | Totale El Geish          | 58         | 4          |                 | 3               | 0               |                    | -                  | -                  |             | -           | -           | 61     | 4      |
| 2016-2017                | Aswan                    | PL                       | 34         | 0          | CE              | 0               | 0               | -                  | -                  | -                  | -           | -           | -           | 34     | 0      |
| 2017-2018                | El-Entag El-Harby        | PL                       | 34         | 0          | CE              | 1               | 0               | -                  | -                  | -                  | -           | -           | -           | 35     | 0      |
| 2018-2019                | El-Entag El-Harby        | PL                       | 34         | 3          | CE              | 1               | 0               | -                  | -                  | -                  | -           | -           | -           | 35     | 3      |
| 2019-2020                | El-Entag El-Harby        | PL                       | 30         | 0          | CE              | 1               | 0               | -                  | -                  | -                  | -           | -           | -           | 31     | 0      |
| Totale El-Entag El-Harby | Totale El-Entag El-Harby | Totale El-Entag El-Harby | 98         | 3          |                 | 3               | 0               |                    | -                  | -                  |             | -           | -           | 101    | 3      |
| 2020-2021                | Al-Masry                 | PL                       | 29         | 1          | CE              | 3               | 0               | -                  | -                  | -                  | -           | -           | -           | 32     | 1      |
| 2021-2022                | Al-Masry                 | PL                       | 10         | 0          | CE              | 0               | 0               | CC                 | 12                 | 0                  | -           | -           | -           | 22     | 0      |
| Totale Al-Masry          | Totale Al-Masry          | Totale Al-Masry          | 128        | 11         |                 | 9               | 2               |                    | 12                 | 0                  |             | -           | -           | 149    | 13     |
| 2022-2023                | Haras El-Hodood          | PL                       | 4          | 0          | CE              | 0               | 0               | -                  | -                  | -                  | -           | -           | -           | 4      | 0      |
| Totale carriera          | Totale carriera          | Totale carriera          | 395        | 20         |                 | 23              | 2               |                    | 39                 | 0                  |             | 8           | 0           | 465    | 22     |

### Cronologia presenze e reti in Nazionale
| Cronologia completa delle presenze e delle reti in nazionale ― Egitto | Cronologia completa delle presenze e delle reti in nazionale ― Egitto | Cronologia completa delle presenze e delle reti in nazionale ― Egitto | Cronologia completa delle presenze e delle reti in nazionale ― Egitto | Cronologia completa delle presenze e delle reti in nazionale ― Egitto | Cronologia completa delle presenze e delle reti in nazionale ― Egitto | Cronologia completa delle presenze e delle reti in nazionale ― Egitto | Cronologia completa delle presenze e delle reti in nazionale ― Egitto |
| Data                                                                  | Città                                                                 | In casa                                                               | Risultato                                                             | Ospiti                                                                | Competizione                                                          | Reti                                                                  | Note                                                                  |
| --------------------------------------------------------------------- | --------------------------------------------------------------------- | --------------------------------------------------------------------- | --------------------------------------------------------------------- | --------------------------------------------------------------------- | --------------------------------------------------------------------- | --------------------------------------------------------------------- | --------------------------------------------------------------------- |
| 12-10-2008                                                            | Il Cairo                                                              | Egitto                                                                | 4 – 0                                                                 | Gibuti                                                                | Qual. Mondiali 2010                                                   | -                                                                     |                                                                       |
| 28-12-2012                                                            | Doha                                                                  | Qatar                                                                 | 0 – 2                                                                 | Egitto                                                                | Amichevole                                                            | -                                                                     | 46’                                                                   |
| 14-1-2013                                                             | Abu Dhabi                                                             | Costa d'Avorio                                                        | 4 – 2                                                                 | Egitto                                                                | Amichevole                                                            | -                                                                     | 89’                                                                   |
| 6-2-2013                                                              | Madrid                                                                | Cile                                                                  | 2 – 1                                                                 | Egitto                                                                | Amichevole                                                            | -                                                                     |                                                                       |
| 7-3-2013                                                              | Al Rayyan                                                             | Qatar                                                                 | 3 – 1                                                                 | Egitto                                                                | Amichevole                                                            | -                                                                     |                                                                       |
| 22-3-2013                                                             | Alessandria d'Egitto                                                  | Egitto                                                                | 10 – 0                                                                | eSwatini                                                              | Amichevole                                                            | -                                                                     | 46’                                                                   |
| 26-3-2013                                                             | Alessandria d'Egitto                                                  | Egitto                                                                | 2 – 1                                                                 | Zimbabwe                                                              | Qual. Mondiali 2014                                                   | -                                                                     |                                                                       |
| 4-6-2013                                                              | Il Cairo                                                              | Egitto                                                                | 1 – 1                                                                 | Botswana                                                              | Amichevole                                                            | -                                                                     |                                                                       |
| 9-6-2013                                                              | Harare                                                                | Zimbabwe                                                              | 2 – 4                                                                 | Egitto                                                                | Qual. Mondiali 2014                                                   | -                                                                     | 87’                                                                   |
| 16-6-2013                                                             | Maputo                                                                | Mozambico                                                             | 0 – 1                                                                 | Egitto                                                                | Qual. Mondiali 2014                                                   | -                                                                     |                                                                       |
| 10-9-2013                                                             | El Gouna                                                              | Egitto                                                                | 4 – 2                                                                 | Guinea                                                                | Qual. Mondiali 2014                                                   | -                                                                     |                                                                       |
| 15-10-2013                                                            | Kumasi                                                                | Ghana                                                                 | 6 – 1                                                                 | Egitto                                                                | Qual. Mondiali 2014                                                   | -                                                                     | 46’                                                                   |
| Totale                                                                |                                                                       | Presenze                                                              | 12                                                                    |                                                                       | Reti                                                                  | 0                                                                     |                                                                       |

## Palmarès

### Club

#### Competizioni nazionali
- Campionato egiziano: 4

Al-Ahly: 2005-2006, 2006-2007, 2007-2008, 2013-2014
- Coppa d'Egitto: 2

Al-Ahly: 2006, 2007
- Supercoppa d'Egitto: 4

Al-Ahly: 2005, 2006, 2007, 2012

#### Competizioni internazionali
- CAF Champions League: 3

Al-Ahly: 2006, 2012, 2013
- Supercoppa CAF: 4

Al-Ahly: 2006, 2007, 2013, 2014